# Pericoma melanderi
Pericoma melanderi és una espècie d'insecte dípter pertanyent a la família dels psicòdids que es troba a Nord-amèrica: la Colúmbia Britànica (el Canadà) i Montana (els Estats Units).